# Dům čp. 100 (Štramberk)
Dům čp. 100 stojí na ulici Jaroňkova ve Štramberku v okrese Nový Jičín. Roubený dům byl postaven na konci 18. století. Byl zapsán do Ústředního seznamu kulturních památek ČR před rokem 1988 a je součástí městské památkové rezervace.

## Historie
Podle urbáře z roku 1558 na náměstí bylo postaveno původně 22 domů s dřevěným podloubím, kterým bylo přiznáno šenkovní právo, a sedm usedlých na předměstí. Uprostřed náměstí stál pivovar. V roce 1614 je uváděno 28 hospodářů, fara, kostel a škola a za hradbami 19 domů. Za panování jezuitů bylo v roce 1656 uváděno 53 domů. První zděný dům (čp. 10) byl postaven na náměstí v roce 1799. V roce 1855 postihl Štramberk požár, při něm shořelo na 40 domů a dvě stodoly. V třicátých letech 19. století stálo nedaleko náměstí ještě dvanáct dřevěných domů. Dům čp. 100 byl postaven na konci 18. století. V 19. a 20. století byl upravován a byly vyměněny poškozené dřevěné konstrukce.

## Stavební podoba
Dům je přízemní poloroubená stavba obdélného půdorysu. Orientován je dvouosou štítovou stranou do ulice. Původní dispozice byla dvojdílná (síň a jizba), po úpravách je trojdílný. Je postaven na nízké kamenné podezdívce, která vyrovnává terénní nerovnost. Dům je rouben z tesaných trámů, druhá zděná část je z cihel a kamene. Stavba má sedlovou střechu krytou šindelem, bedněný štít se dvěma kaslíkovými okny a podlomením. Nad střechu vystupují dva omítané komíny s půlkruhovým zakončením. Vstup je umístěn ve východní trojosé okapové straně.